# اندیس محلاتی
محلاتی یک اندیس فلزی است که در حوالی شهر دورکان استان کرمان قرار دارد و مادهٔ معدنی موجود در آن، مس است. سنگ میزبان این اندیس ولکانیک است و دیرینگی آن به دوران کرتاسه می‌رسد. در این اندیس، پاراژنزهای پیریت، کریزوکول، کلریت، آزوریت یافت می‌شوند.